# Лумињано (Виченца)
Лумињано је насеље у Италији у округу Виченца, региону Венето.
Према процени из 2011. у насељу је живело 1018 становника. Насеље се налази на надморској висини од 31 м.